# John Behr

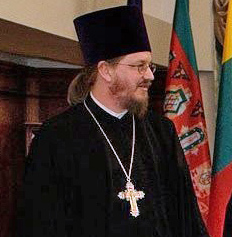
John Behr (2010)

John Behr (* 16. Oktober 1966) ist ein britischer orthodoxer Priester und Theologe (Patristiker).

## Werdegang
John Behr ist der Sohn eines russisch-orthodoxen Priesters. Anschließend an den Bachelor of Arts in Philosophy am Thames Polytechnic in London 1987 studierte er ein Jahr in Griechenland. Seinen Master in Eastern Christian Studies schloss er 1991 an der Universität Oxford unter Kallistos Ware ab. Er promovierte 1995 mit der Dissertation Asceticism and Anthropology in Irenaeus and Clement, die von Rowan Williams, dem späteren Erzbischof von Canterbury geprüft wurde. 1997 machte er noch einen Master in Theologie am St. Vladimir’s Orthodox Theological Seminary in Yonkers bei New York. Seine dortige Masterarbeit St Irenaeus of Lyons: On the Apostolic Preaching enthält eine vollständige Textkritik der Werke von Irenäus von Lyon und wurde, ebenso wie seine Dissertation, als Buch veröffentlicht. 2001 wurde er zum orthodoxen Priester geweiht. Seit 1993 war er Visiting Lecturer am St. Vladimir’s Seminary, seit 1995 Mitglied der dortigen Fakultät und seit 2001 Professor, von 2007 bis 2017 war er dessen Dekan.
2017 wurde er daneben Professor für orthodoxe Theologie (Metropolitan Kallistos Ware Chair in Orthodox Theology) an der Vrije Universiteit Amsterdam. 2020 ging er als Regius Professor of Humanity an die University of Aberdeen. 2025 wurde er zum Mitglied der British Academy ernannt.
John Behr ist verheiratet und hat zwei Söhne und eine Tochter.

## Schriften (Auswahl)
- Übersetzung von Irenäus von Lyon: On the Apostolic Preaching. SVS Press, 1997, ISBN 0-88141-174-4.
- Asceticism and Anthropology in Irenaeus and Clement, Oxford University Press, Oxford 2000, ISBN 978-0-19-827000-3.
- The Way to Nicaea (The Formation of Christian Theology, V. 1), SVS Press, 2001, ISBN 0-88141-224-4.
- The Nicene Faith: Formation of Christian Theology (Formation of Christian Theology, V.2), SVS Press, 2004, ISBN 0-88141-267-8.
- The Mystery of Christ: Life in Death, SVS Press, 2006, ISBN 0-88141-306-2.
- John the Theologian and His Paschal Gospel: A Prologue to Theology. Oxford University Press, Oxford 2019.